# Pterotocera
Pterotocera is een geslacht van vlinders van de familie spanners (Geometridae), uit de onderfamilie Ennominae.

## Soorten
- P. armeniacae Djakonov, 1949
- P. declinata Staudinger, 1882
- P. ussurica Djakonov, 1949